# Barrett, Minnesota
Barrett là một thành phố thuộc quận Grant, tiểu bang Minnesota, Hoa Kỳ. Năm 2010, dân số của thành phố này là 415 người.

## Dân số
- Dân số năm 2000: 355 người.
- Dân số năm 2010: 415 người.